# Thomas Ebert
Thomas Ebert, danski veslač, * 23. julij 1973, Roskilde, Sjælland.
Ebert je za Dansko nastopil na Poletnih olimpijskih igrah 2000, 2004 in 2008.
Na igrah leta 2000 je v lahkem četvercu brez krmarja osvojil bronasto medaljo, na igrah 2004 in 2008 pa v istem čolnu zlato.